# Arte profana
Por arte profana, entendam-se as manifestações artísticas não vinculadas a valores religiosos. Pode abranger diversas expressões artísticas tais como a literatura, a pintura, a escultura, a dramaturgia, a música, a dança, dentre outras. Geralmente, desenvolve-se em ambientes seculares.

## Arte profana versus arte religiosa
A arte profana visa dar expressão aos sentimentos, sensações, valores e senso estético das pessoas envolvidas, num contexto secular. Consideram-se as questões do mundo material de forma objetiva ou subjetiva, sem fazer menção às possíveis intervenções sobrenaturais. É tida como uma arte antropocêntrica, na qual o ser humano está no centro das atenções e discussões.
A arte religiosa, ao contrário, põe o ser humano num papel secundário, geralmente submisso a sua crença religiosa. A arte passa a ser uma expressão de louvor e adoração a uma divindade e, por vezes, à própria religião em si.
Entretanto, a arte profana pode ser exercida por religiosos - ou fiéis leigos - pois as sociedades atuais são, em sua maioria, seculares. A religião é considerada algo de foro íntimo, pertencente à esfera privada do indivíduo. Isto amplia a presença das artes profanas que, de forma emblemática, têm delineado os contornos da cultura popular, nas últimas décadas.